# North Castle
North Castle est une ville du comté de Westchester, dans l'État de New York, aux États-Unis,. En 2010, elle compte une population de 11 841 habitants.

## Démographie
Lors du recensement de 2010, la ville comptait une population de 11 841 habitants, tandis qu'en 2016, elle est estimée à 12 330 habitants.